# Ogovia ebenaui
Ogovia ebenaui là một loài bướm đêm trong họ Noctuidae.